# Lucy Spraggan
Lucy Honour Ruby Spraggan (Buxton, 21 luglio 1991) è una cantautrice britannica. Diventata nota al pubblico dopo la sua partecipazione a X Factor UK, Spraggan ha successivamente firmato un contratto con Columbia Records.

## Biografia
Nel luglio 2011 Spraggan ha preso parte alla competizione Live and Unsigned, in cui si è qualificata terza: questo le ha permesso di ottenere il diritto di esibirsi successivamente in alcuni festival. Ad ottobre 2011 Lucy Spraggan ha pubblicato in modo indipendente il suo album di debutto Top Room at the Zoo. La maggior parte dei brani inclusi nell'album trae ispirazione da una relazione omosessuale dell'artista con una donna più grande di lei
Nel 2012 ha partecipato alla nona edizione di The X Factor, ritirandosi durante la quinta settimana per motivi di salute. In seguito il suo primo album è entrato alla 22ª posizione della Official Albums Chart e alla 72ª in Irlanda mentre Join the Club. Forte di questo successo, l'artista ha firmato un contratto con la Columbia Records e pubblicato il suo primo singolo con una major, Tea and Toast. Nel 2013 ha pubblicato il suo secondo album Join The Club, che si è piazzato rispettivamente alla numero 7 e 14 nelle classifiche britannica e irlandese. Sono stati successivamente estratti altri due brani dall'album: Lighthous e Last Night (Beer Fear): quest'ultimo brano rappresenta la sua più grande hit, arrivata all'11º posto nella Official Singles Chart e al 16° nella Irish Singles Chart. A ciò ha fatto seguito il suo primo tour in UK.
Nel 2015 ha pubblicato il suo terzo album, We Are, che include brani composti a partire dalla fine del suo percorso a X Factor. Al lancio dell'album e dei relativi singoli ha fatto seguito il suo secondo tour, denominato The Unsinkable Tour. Sempre nel 2015 ha composto la colonna sonora di uno spot pubblicitario relativo al marchio Simply B. Nel 2016 ha pubblicato l'EP Home, a cui ha fatto seguito nel 2017 il suo quarto album I Hope You Don't Mind Me Writing. A ciò è seguita una tournée a livello europeo. Tra settembre e ottobre 2017 è partita in tour per il Regno Unito mentre due anni dopo si è esibita in tournée con Melissa Etheridge.
Nel 2019 ha pubblicato l'album Today Was a Good Day. Nel febbraio 2021 pubblicherà il suo sesto album Choices, anticipato da vari singoli nel corso del 2020. Sempre nel 2020 ha pubblicato una cover della nota hit delle t.A.T.u. All The Things She Said.

## Vita privata
Spraggan ha fatto coming out come lesbica a soli 14 anni. Nel 2016 ha sposato Georgina Gordon, da cui ha divorziato nel 2019.
Dopo studi condotti a livello universitario, l'artista ha lavorato come venditrice di fotografie per conto di un fotografo: durante i suoi provini a X Factor ha affermato di non gradire questo lavoro.

## Discografia

### Album in studio
- 2011 – Top Room at the Zoo
- 2013 – Join the Club
- 2015 – We Are
- 2017 – I Hope You Don't Mind Me Writing
- 2019 – Today Was a Good Day
- 2021 – Choices

### EP
- 2016 – Home

### Singoli

#### Come artista principale
- 2012 – Tea and Toast
- 2013 – Lighthouse
- 2013 – Last Night (Beer Fear)
- 2015 – Unsinkable
- 2016 – Dear You
- 2016 – Modern Day Frankenstein
- 2017 – Drink 'Til We Go Home
- 2018 – Stick the Kettle On (feat. Scouting for Girls)
- 2019 – Lucky Stars
- 2020 – All the Things She Said

#### Come artista ospite
- 2014 – Give Me Sunshine (Santa Maradona F.C feat. Lucy Spraggan)